# Baie des Tempêtes
Baie des Tempêtes är en vik i Antarktis. Den ligger i Östantarktis. Frankrike gör anspråk på området.